# Avril 1784
Cette page présente les faits marquants du mois d'avril 1784.

## Événements
- L’agitation orangiste est matée à Rotterdam par les corps francs. Début de la lutte triangulaire pour le pouvoir dans les Provinces-Unies entre les stadhouders, les familles patriciennes contrôlant les États Généraux et le parti patriote de la classe moyenne qui cherche à démocratiser le gouvernement (1784-1787)[1].

- 7 avril : confirmation impériale de la fondation de l’Université de Bonn par l’électeur de Cologne Max-Franz, frère de l’empereur Joseph II[2].
- 9 avril : le Royaume-Uni ratifie le traité de Paris[3].
- 14 avril : déséquilibré et hors d’état de gouverner, Christian VII de Danemark laisse la régence du Danemark à son fils Frédéric[4]. Les Bernstorff redeviennent les conseillers habituels et une politique de réformes modérées permet le passage d’un régime seigneurial à fort secteur de servage à un régime seigneurial atténué, qui laisse la propriété de 50 % des terres à une paysannerie libre.
- 27 avril, France : première représentation du Mariage de Figaro.
- 29 avril - 11 décembre, Indes néerlandaises : expédition de la VOC contre le sultan de Riouw[5].

## Décès
- 4 avril : Paul Bosc d'Antic (né en 1726), médecin et chimiste français.